# فاليري فون مارتنز
فاليري فون مارتنز (بالألمانية: Valérie von Martens)‏ هي مخرجة وممثلة نمساوية وألمانية، ولدت في 4 نوفمبر 1894 بليينز في النمسا، وتوفيت في 7 أبريل 1986 بريهين في سويسرا.

## وصلات خارجية
- فاليري فون مارتنز على موقع IMDb (الإنجليزية)
- فاليري فون مارتنز على موقع مونزينجر (الألمانية)
- فاليري فون مارتنز على موقع أول موفي (الإنجليزية)
- فاليري فون مارتنز على موقع قاعدة بيانات الفيلم (الإنجليزية)
- فاليري فون مارتنز على موقع كينوبويسك (الروسية)